# Кајвола (Пезаро и Урбино)
Кајвола је насеље у Италији у округу Пезаро и Урбино, региону Марке.
Према процени из 2011. у насељу је живело 320 становника. Насеље се налази на надморској висини од 257 м.